# العلاقات الإكوادورية الفانواتية
العلاقات الإكوادورية الفانواتية هي العلاقات الثنائية التي تجمع بين الإكوادور وفانواتو.

## مقارنة بين البلدين
هذه مقارنة عامة ومرجعية للدولتين:
| وجه المقارنة                                              | الإكوادور                      | فانواتو                                  |
| --------------------------------------------------------- | ------------------------------ | ---------------------------------------- |
| المساحة (كم2)                                             | 283.56 ألف                     | 12.19 ألف                                |
| عدد السكان (نسمة)                                         | 16.62 مليون                    | 276.24 ألف                               |
| الكثافة السكانية (ن./كم²)                                 | 58.61                          | 22.66                                    |
| العاصمة                                                   | كيتو                           | بورت فيلا                                |
| اللغة الرسمية                                             | اللغة الإسبانية، كيشوا ‏، شوار ‏ | اللغة البسلاما، لغة فرنسية، لغة إنجليزية |
| العملة                                                    | دولار أمريكي، سوكري إكوادوري   | فاتو فانواتي                             |
| الناتج المحلي الإجمالي (بليون دولار)                      | 103.06 مليار                   | 862.88 مليون                             |
| الناتج المحلي الإجمالي (تعادل القوة الشرائية) بليون دولار | 185.24 مليار                   | 790.76 مليون                             |
| الناتج المحلي الإجمالي الاسمي للفرد دولار أمريكي          | 6.21 ألف                       | 2.81 ألف                                 |
| الناتج المحلي الإجمالي للفرد دولار أمريكي                 | 11.37 ألف                      | 3.03 ألف                                 |
| مؤشر التنمية البشرية                                      | 0.746                          | 0.594                                    |
| رمز المكالمات الدولي                                      | +593                           | +678                                     |
| رمز الإنترنت                                              | .ec                            | .vu                                      |
| المنطقة الزمنية                                           | 00                             | ت ع م+11:00                              |

## منظمات دولية مشتركة
يشترك البلدان في عضوية مجموعة من المنظمات الدولية، منها:
| علم المنظمة | اسم المنظمة                        | تاريخ انضمام الإكوادور | تاريخ انضمام فانواتو |
| ----------- | ---------------------------------- | ---------------------- | -------------------- |
|             | يونسكو                             | 22 يناير 1947          | 10 فبراير 1994       |
|             | مؤسسة التمويل الدولية              | 20 يوليو 1956          | 28 سبتمبر 1981       |
|             | منظمة حظر الأسلحة الكيميائية       | ?                      | ?                    |
|             | مؤسسة التنمية الدولية              | 7 نوفمبر 1961          | 28 سبتمبر 1981       |
|             | منظمة التجارة العالمية             | ?                      | ?                    |
|             | وكالة ضمان الاستثمار متعدد الأطراف | 12 أبريل 1988          | 27 يوليو 1988        |
|             | الاتحاد البريدي العالمي            | ?                      | ?                    |
|             | الاتحاد الدولي للاتصالات           | 17 أبريل 1920          | 30 مارس 1988         |
|             | الأمم المتحدة                      | 21 ديسمبر 1945         | 15 سبتمبر 1981       |
|             | البنك الدولي للإنشاء والتعمير      | 28 ديسمبر 1945         | 28 سبتمبر 1981       |
|             | المنظمة الهيدروغرافية الدولية      | ?                      | ?                    |

## وصلات خارجية
- موقع وزارة الخارجية الإكوادورية